# فرانشيسكو غراهل
فرانشيسكو غراهل (بالإسبانية: Francisco Grahl)‏ (5 مارس 1991 بسان خوستو في الأرجنتين - ) هو لاعب كرة قدم أرجنتيني في مركز الوسط. لعب مع نادي ألميرانته براون.

## وصلات خارجية
- فرانشيسكو غراهل على موقع قاعدة بيانات كرة القدم.إي يو (الإنجليزية)
- فرانشيسكو غراهل على موقع Soccerway.com (الإنجليزية)